# Madison (Virgínia Ocidental)
Madison é uma cidade localizada no estado norte-americano de Virgínia Ocidental, no Condado de Boone.

## Demografia
Segundo o censo norte-americano de 2000, a sua população era de 2677 habitantes.
Em 2006, foi estimada uma população de 2618, um decréscimo de 59 (-2.2%).

## Geografia
De acordo com o United States Census Bureau tem uma área de
14,5 km², dos quais 14,5 km² cobertos por terra e 0,0 km² cobertos por água. Madison localiza-se a aproximadamente 211 m acima do nível do mar.

## Localidades na vizinhança
O diagrama seguinte representa as localidades num raio de 28 km ao redor de Madison.